# LAGEOS

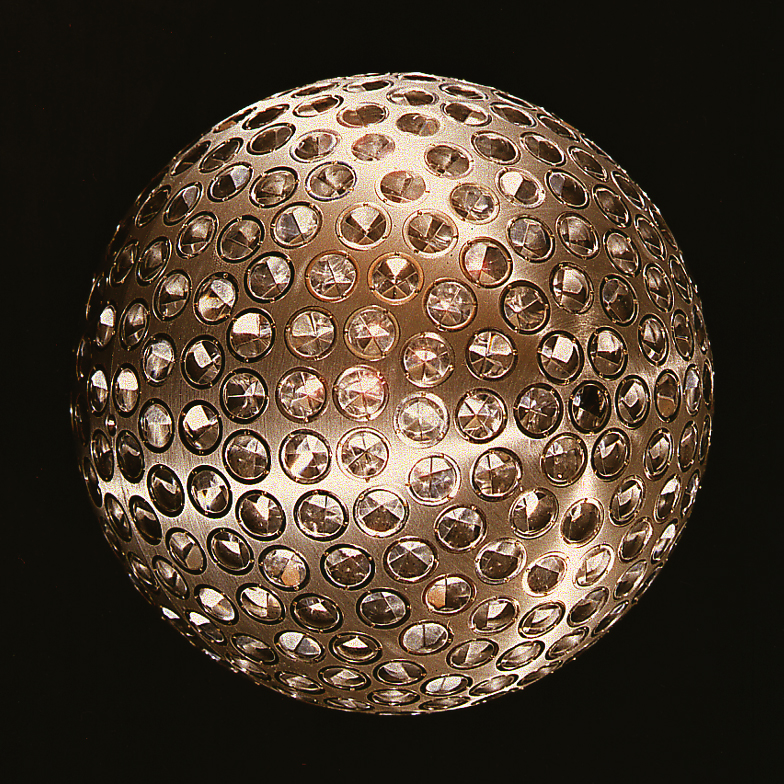
Le satellite LAGEOS-1.

Les satellites LAGEOS (Laser Geodynamics Satellite) sont une série de deux satellites artificiels à vocation géodésique en orbite terrestre.  

## Caractéristiques
Constitués d'une boule de laiton recouverte d'aluminium sur laquelle on place 426 rétroréflecteurs rhomboédriques (coins de cube, principe des catadioptres), ces satellites sont entièrement passifs.  Placés à environ 5 900 kilomètres d'altitude sur une orbite moyenne circulaire et très massifs (respectivement 411 et 406 kilogrammes, pour un diamètre de 60 centimètres), ils sont très stables et conçus pour rester en orbite durant 8 millions d'années. Aussi sont-ils pourvus d'une capsule temporelle donnant la position passée, actuelle et prévue des continents.
Quatre cent vingt-deux des rétroréflecteurs sont en verre de quartz et quatre en germanium afin de refléter l'infrarouge et de permettre l'étude de la variation d'attitude du satellite. Trente-cinq stations au sol participent à des mesures de distance en calculant le temps mis par un rayon laser envoyé vers les satellites pour revenir à son point d'émission. La précision des mesures est centimétrique et permet de mesurer le déplacement des plaques tectoniques avec une précision comparable.
D'autres satellites sont également équipés de rétroréflecteurs (ERS, Jason, Starlette, Etalon, deux des satellites GPS (-35, -36)...) et cinq rétroréflecteurs ont été déposés sur la Lune.

## LAGEOS-1

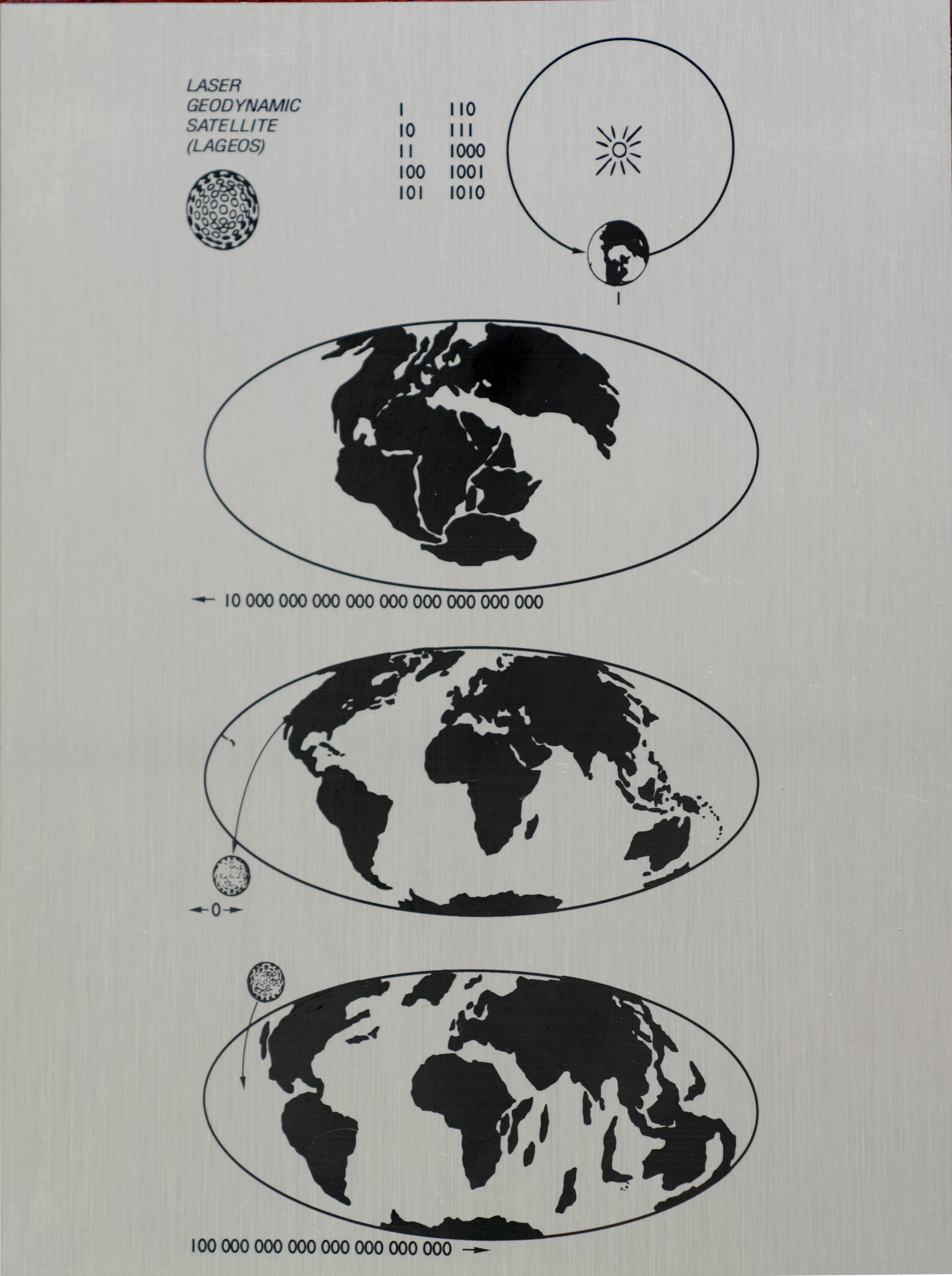
Plaque montrant la dérive des continents à travers le temps.

LAGEOS-1 est conçu par la NASA et est lancé le 4 mai 1976 par un lanceur Delta. Il contient une plaque conçue par Carl Sagan portant un message adressé aux humains et aux autres potentiels êtres vivants du futur lointain, avec des représentations de la Terre correspondant à trois ères différentes : il y a 268 millions d'années, de nos jours et dans (environ) 8 millions d'années, date estimée de la chute du satellite.

## LAGEOS-2
LAGEOS-2 est construit par l'Agence spatiale italienne sur les plans de LAGEOS-1. Il est placé sur orbite lors de la mission STS-52 de la navette spatiale américaine, le 23 octobre 1992.